# Horní Skrýchov
Obec Horní Skrýchov (německy Ober Grieschau) se nachází v okrese Jindřichův Hradec v Jihočeském kraji. Nachází se 4 km na severovýchod od Jindřichova Hradce. Žije zde 244 obyvatel.

## Historie
První písemná zmínka o obci pochází z roku 1384.

## Pamětihodnosti
- Boží muka u železniční zastávky
- Památník místním obětem I. světové války Fr. Vodičkovi a V. Benešovi na návsi, s tímto nápisem: "Vy za vlast svou jste bojovali, vy za vlast svou jste život dali. Z oběti té nám vzešla svoboda, ku blahu celéhonároda."
- Boží muka poblíž pily

## Galerie

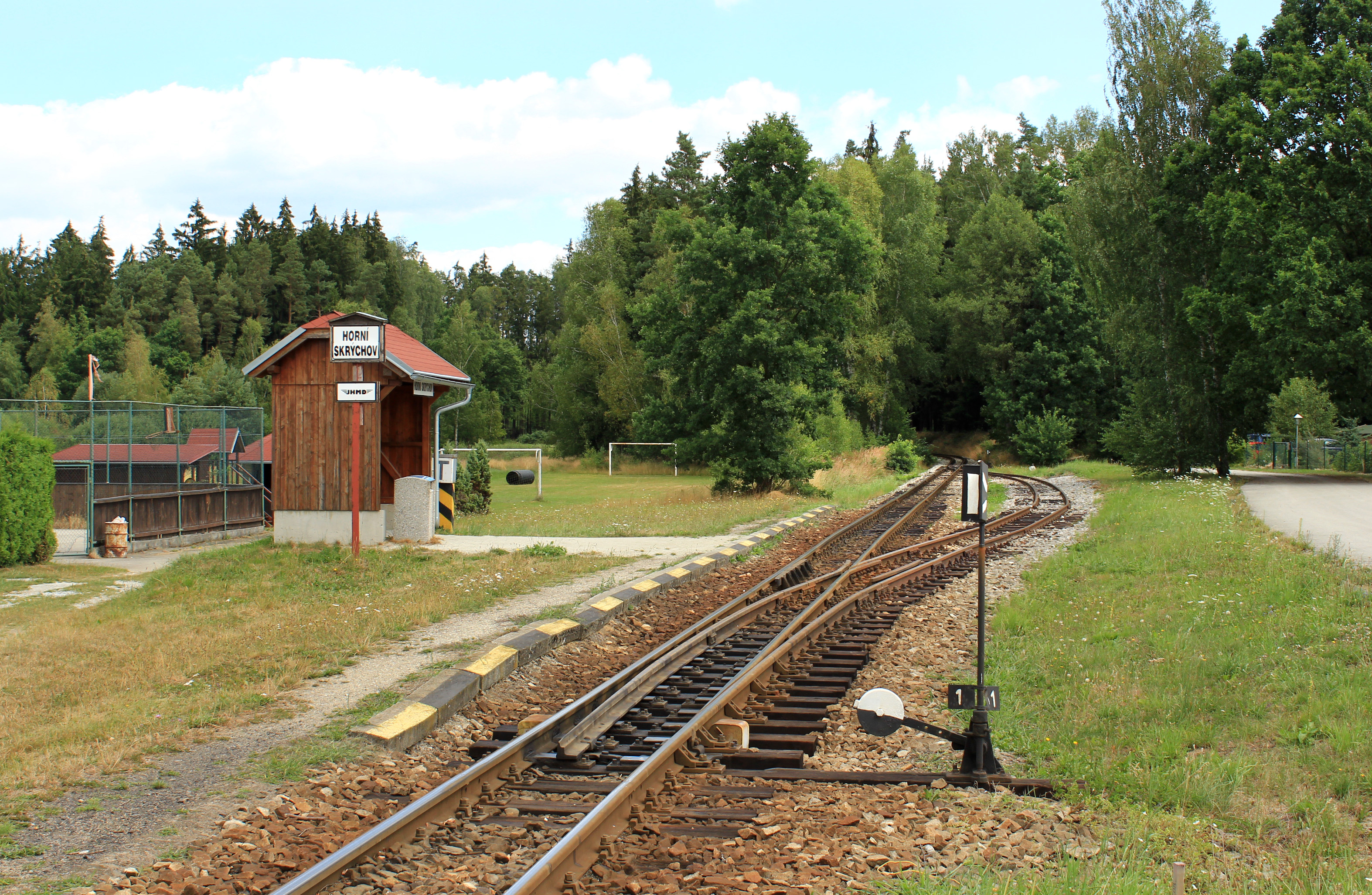
Nádraží úzkokolejky
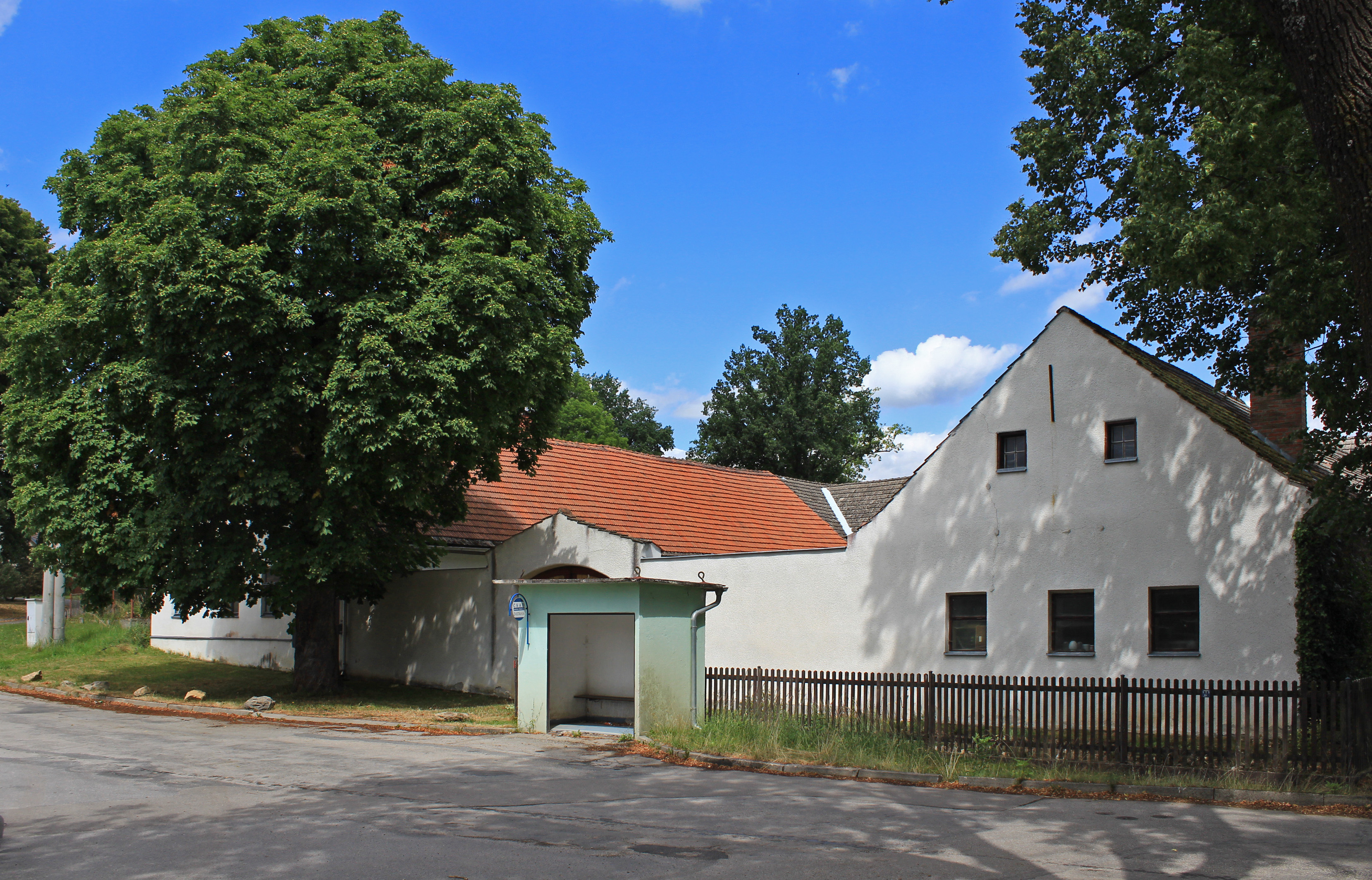
Zastávka na návsi
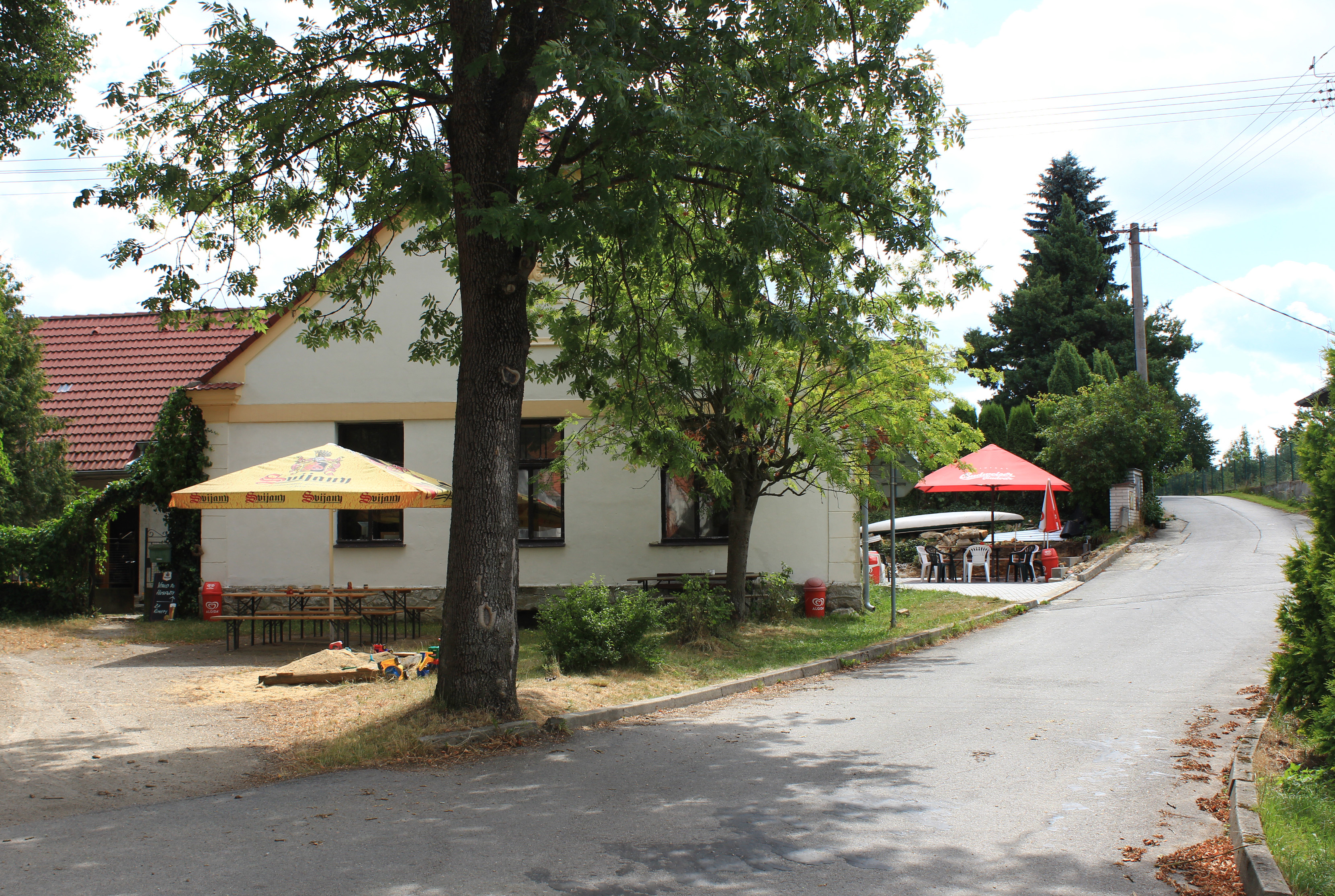
Restaurace
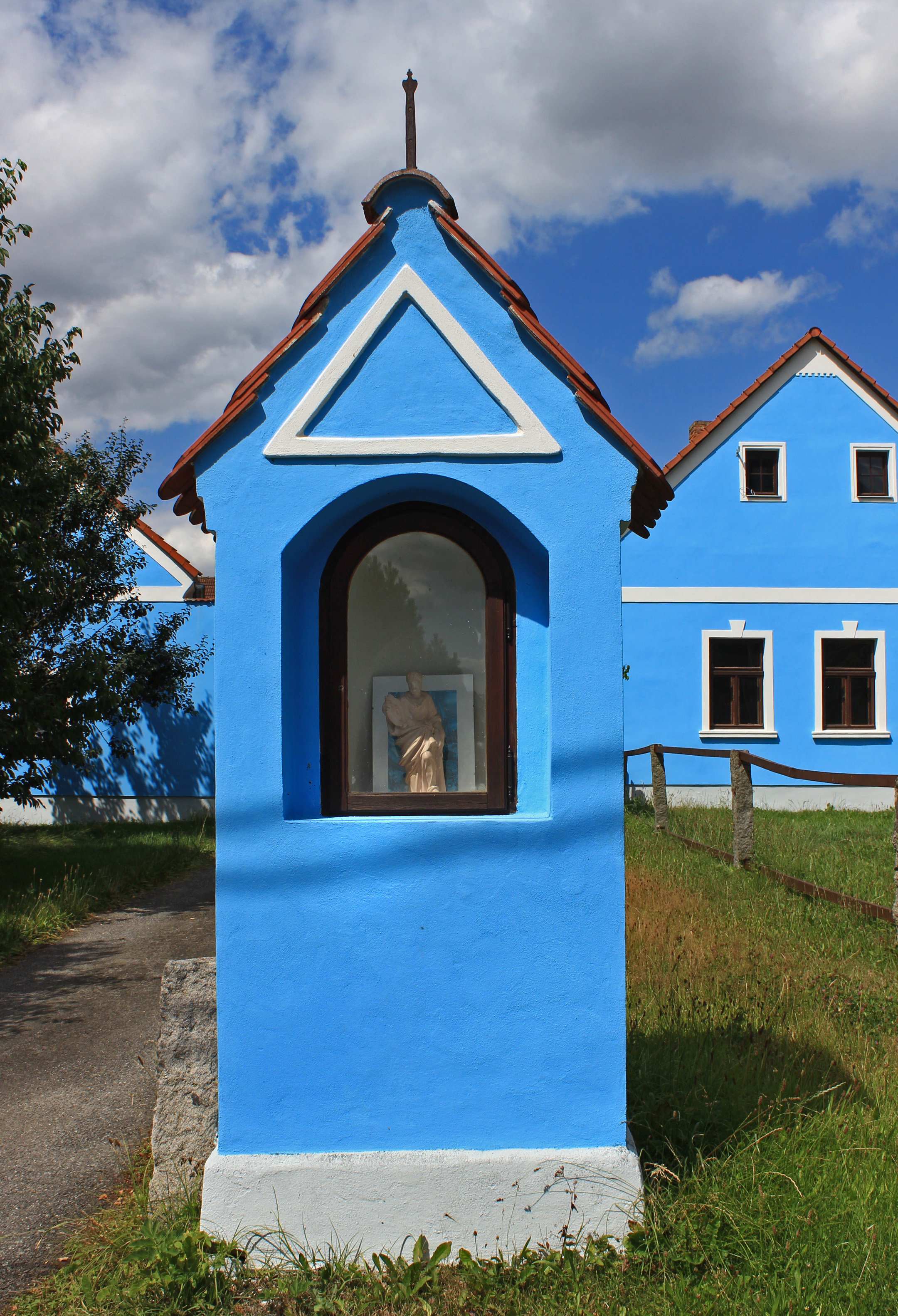
Kaplička u statku
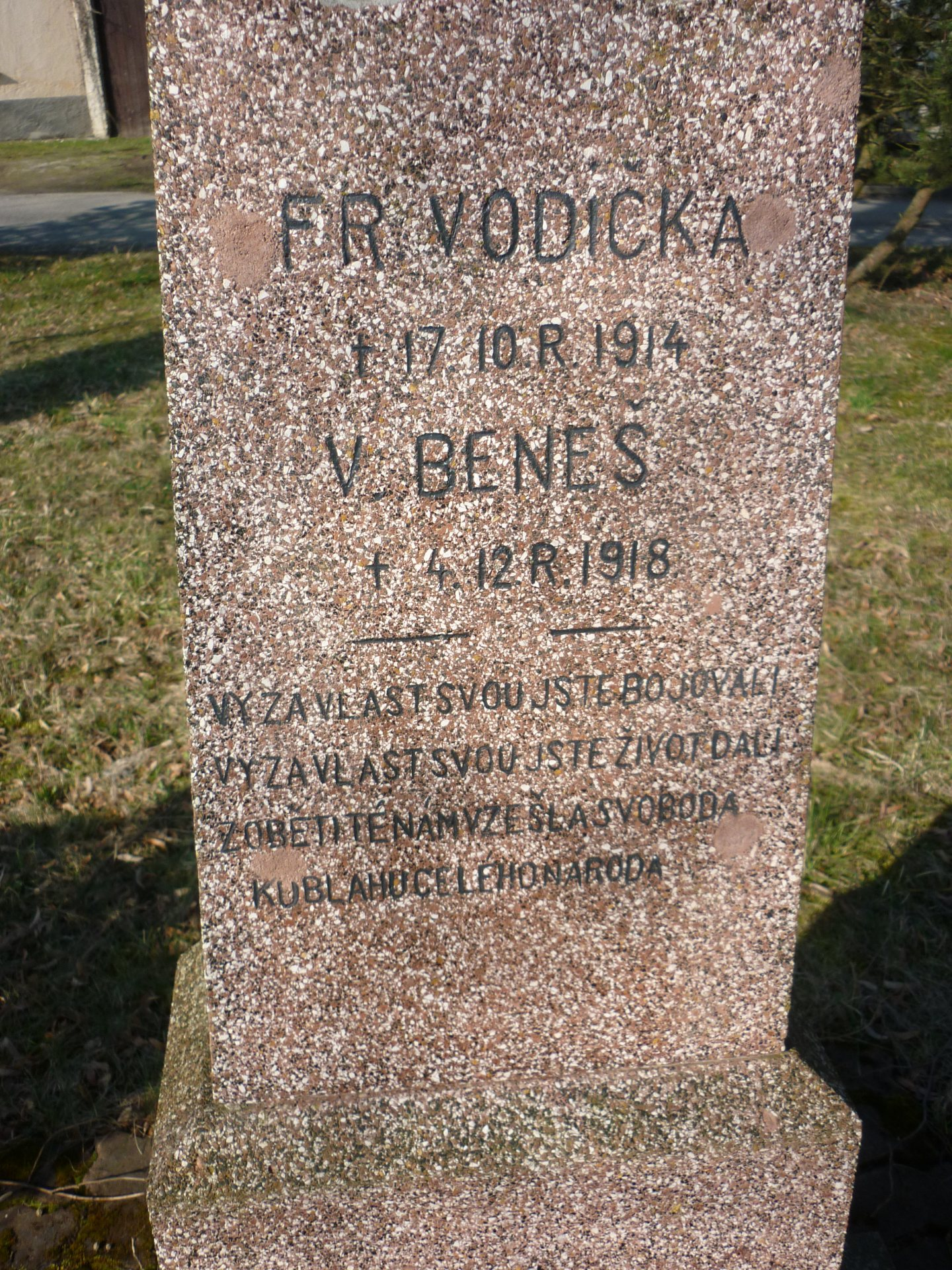
Památník obětem I. světové války